# پوتوچنیتسا
پوتوچنیتسا (به بلغاری: Potochnitsa) یک منطقهٔ مسکونی در بلغارستان است که در شهرستان کروموفگراد واقع شده‌است.